# 帕特·卡明斯
帕特里克·迈克尔·卡明斯（英語：Patrick Michael Cummings，1956年7月11日—），美国NBA联盟前职业篮球运动员。他在1978年的NBA选秀中第3轮第15顺位被密尔沃基雄鹿选中。